# 벤 이즈 백
《벤 이즈 백》(Ben is Back)은 미국에서 제작된 피터 헤지스 감독의 2018년 드라마 영화이다. 줄리아 로버츠 등이 주연으로 출연하였고 피터 헤지스 등이 제작에 참여하였다.
이 영화는 2018년 9월 8일 토론토 국제영화제에서 초연되었으며 2018년 12월 7일 LD 엔터테인먼트, 로드사이드 어트랙션스, 라이언스게이트에 의해 극장 개봉되었다.

## 출연

### 주연
- 줄리아 로버츠 - 홀리 역
- 루카스 헤지스 - 벤 역

### 조연
- 코트니 B. 반스 - 닐 역
- 캐서린 뉴튼 - 아이비 역
- 알렉산드라 파크 - 카라 K. 역
- 데이빗 잘디바르 - 스펜서 스파이더 웹스 역
- 레이첼 베이 존스 - 베스 역
- 마이클 에스퍼 - 클레이튼 역
- 팀 귀니 - 필 역

## 기타
- 공동제작: 다이앤 드레이어
- 공동제작: 가브리엘 마혼
- 공동제작: 조셉 P. 라이디
- 사운드슈퍼바이저: 다미앙 볼프
- 미술: 포드 휠러
- 세트: 크리스 히오니스
- 의상: 멜리사 토스

## 같이 보기
- 바스켓볼 다이어리
- 뷰티풀 보이 (2018년 영화)